# Морис Бејли
Морис Бејли (рођен 30. октобра 1981. године у Бронксу) је бивши амерички кошаркаш, јамајчанског порекла. Играо је на позицији плејмејкера и наступао у бројним клубовима у Европи.

## Каријера
Кошарком је почео да се бави у локалној средњој школи у Бронксу, где је и живео. Колеџ каријеру је почео такође у Бронксу у екипи Рајдера где је провео само једну сезону 1999/00, а након тога од 2001. до 2004. године игра у Конектикату за Универзитет Сакр Херт.

### Професионална каријера
Професиналну каријеру почиње у француском Нансију да би након тога играо у Русији за екипу Локомотиве из Ростова. Након тога долази у Олимпију из Љубљане. Те сезоне је са Олимпијом играо и Евролигу где је на 12 утакмица постигао 109 поена и имао 26 асистенција. Након тога се опет враћа у Русију али овог пута у Спартак Приморје.
Године 2009. долази у Црвену звезду на препоруку тренера Звезде Аце Петровића који га је тренирао у Русији. У Црвеној звезди је одиграо свега 8 утакмица и постигао 76 поена уз 15 скокова и 16 асистенција. Међутим постигао је кључну тројку у дербију против Партизана којом је Црвена звезда победила резултатом 76:73.
Након тога значајнији део каријере провео је у Грчкој, где је са Панелиниосом поред Грчке лиге играо и Еврокуп у коме је имао просек од 10,4 поена по утакмици.